# Zimarra

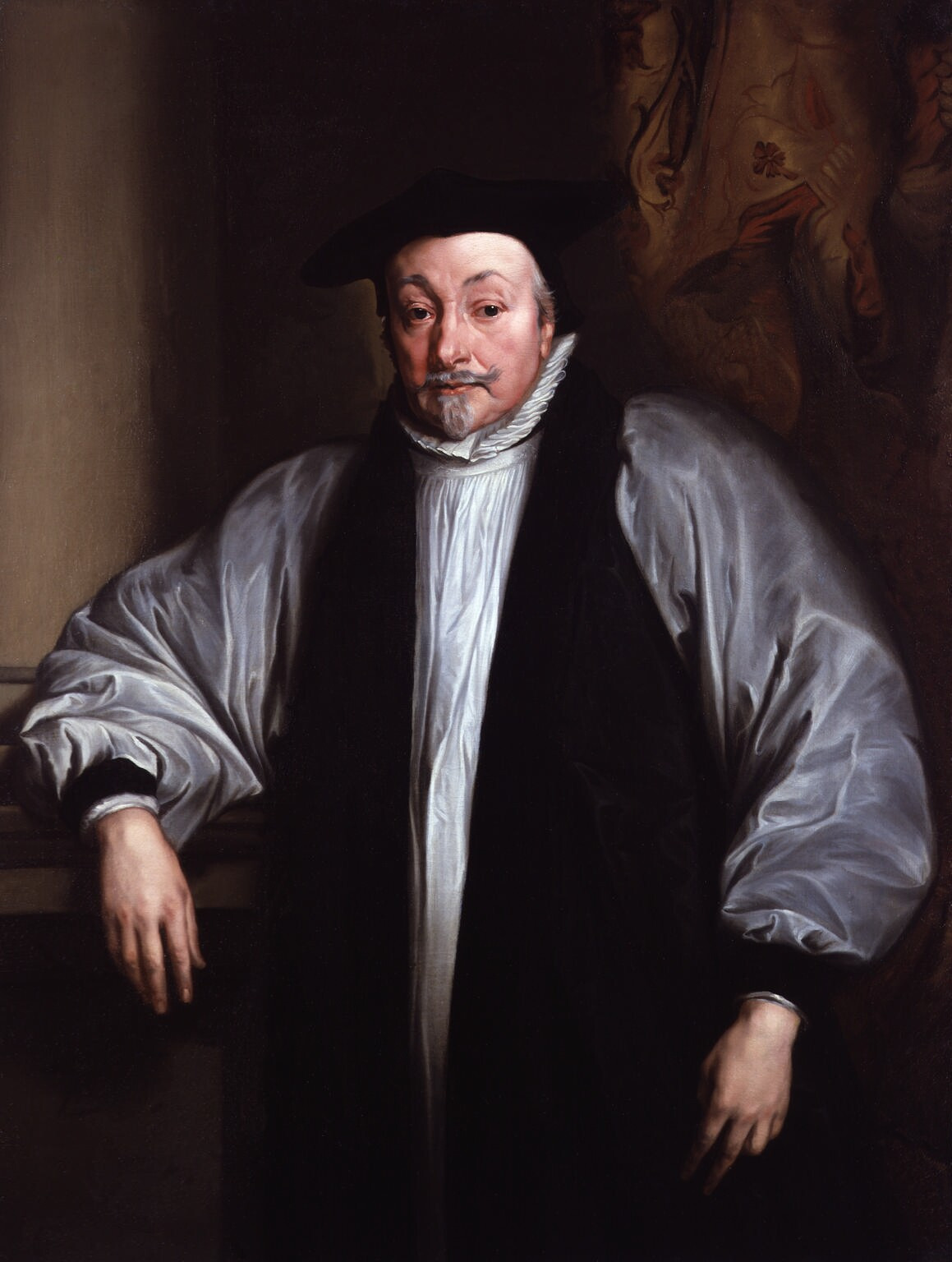
L'arcivescovo di Canterbury, William Laud, mentre indossa una zimarra nera sopra ad un rocchetto bianco.

Zimarra è un termine di origine spagnola (dallo spagnolo zamarra) con cui si indica un lungo soprabito maschile riccamente guarnito usato sin dal XV secolo e XVI secolo.
A tale abito è stata anche dedicata una celebre aria intitolata Vecchia zimarra che è cantata da Colline nell'opera La bohème di Giacomo Puccini.
Celebre la zimarra di Don Abbondio nell'ottavo capitolo de I promessi sposi. Nel Faust di Goethe, Mefistofele indossa la zimarra del protagonista.
Ulteriori citazioni moderne sono quelle fatte da Italo Calvino nel romanzo Il barone rampante o nel libro di viaggio Avventure in Africa di Gianni Celati.
Il termine è ormai poco usato e con esso s'intende perlopiù un largo e lungo cappotto o anche una veste da camera tipo vestaglia.
La zimarra è indossata dai vescovi anglicani come componente del loro abito cerimoniale. È di colore scarlatto, blu-porpora, e nero. Trae origine dall'uso accademico. Era in voga anche nella Corte pontificia, nell'abito dei prelati superiori e nelle uniformi degli alti dignitari laici, fino alla riforma del 1967.